# Lugubre
Lugubre ist eine Black-Metal-Band aus den Niederlanden.

## Stil
Die Band spielt schnellen Black Metal. Erfahrungen haben die Musiker dabei u. a. bei Salacious Gods, Winter of Sin, Band und Strijd gesammelt.
Von Metalnews.de wurde der Stil metaphorisch als „kompromisslose Hochgeschwindigkeitszerstörung“ bezeichnet.

## Rezeption
Verglichen mit dem Debütalbum Anti-Human Black Metal habe die Band mit Supreme Ritual Genocide „einen großen Sprung nach vorne gemacht“. Die „starken Melodien“ seien geblieben, würden aber „auf die nächste Ebene“ – „durch strafferes Spiel, stärkere und abwechslungsreichere Vocals und viel bessere Produktion“, hält Zwaremetalen.nl fest.
Zum gleichen Werk hielt Schwermetall.ch fest: „wieder mal ein ansprechendes und lohnendes Werk […] Wer mit dem Stil der letzten Werke Lugubres klarkam, wird an diesem Langspieler schwer vorbei kommen!“

## Diskografie
- 2000: Kriich (At War Records)
- 2001: Promo 2001 (Satans Millenium Productions)
- 2001: United in Mankind’s Annihilation (Split mit Misanthropy, Satans Millenium Productions)
- 2003: Bloodshedding War Hymns (Hell War Productions)
- 2004: Anti-Human Black Metal (Folter Records)
- 2007: Lugubre – Templi Omnium Hominum Pacis Abhas (Split mit Teratism, Non Compos Mentis)
- 2008: Ressurrection of the Beast (EP, Selbstverlag)
- 2010: Supreme Ritual Genocide (Folter Records)
- 2011: Chaoskult (Hymns of Destruction) (Kompilation, Heidens Hart)